# Moisés Bohl
Moisés Bohl fue un abogado, juez y político peruano. 
En 1907 fue elegido diputado titular por la provincia de Alto Amazonas del departamento de Loreto durante el periodo histórico conocido como la República Aristocrática. Ese mismo año, en la instalación de la Corte Superior de Justicia de Loreto que se realizó luego de su creación mediante Ley N° 230 publicada el 6 de octubre de 1906 por impulso de sus colegas diputados por Loreto José Antonio de Lavalle y Mariano Lino Cornejo, fue vocal de esa corte y tuvo parte en la primera conformación de la misma.